# Christoph von Dohnányi

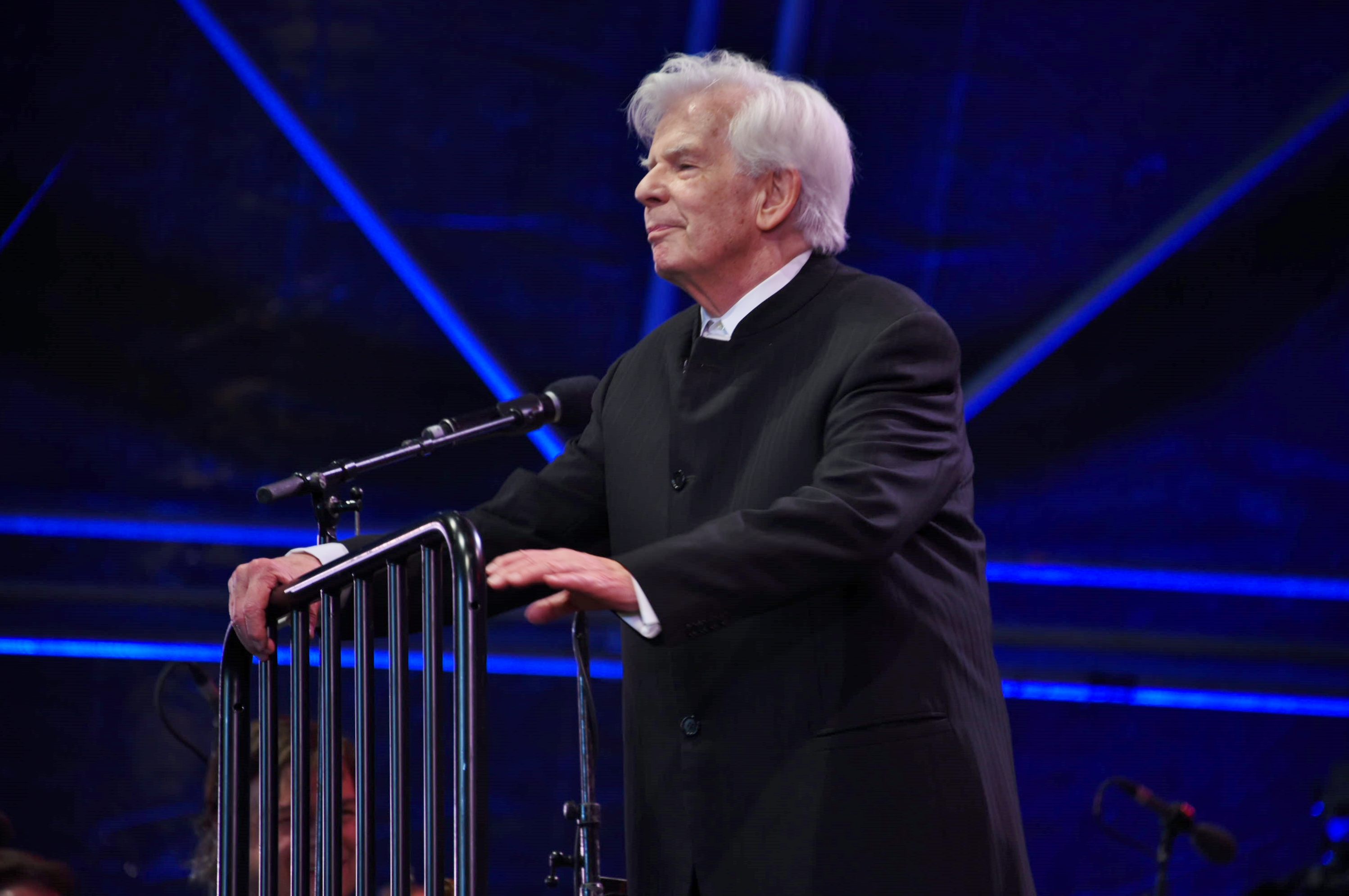
Christoph von Dohnányi beim Fest der Freude 2016

Christoph von Dohnányi (deutsch: [doˈnaːni], ungarisch: [ˈdoxnaːnji]) (* 8. September 1929 in Berlin) ist ein deutscher Dirigent und Intendant.

## Leben
Dohnányi ist ein Sohn des Juristen und späteren Widerstandskämpfers gegen den Nationalsozialismus Hans von Dohnanyi und von Christine Bonhoeffer, der Schwester von Dietrich Bonhoeffer. Er besuchte die Thomasschule zu Leipzig, wo er Mitglied des Thomanerchores war, das Benediktinergymnasium Ettal und das Victoria-Gymnasium Potsdam. Er studierte bereits mit sechzehn Jahren wie sein älterer Bruder Klaus (ehemaliger Hamburger Bürgermeister und Minister im Kabinett Willy Brandts) zunächst Rechtswissenschaften an der Ludwig-Maximilians-Universität München und wechselte dann zu Komposition, Klavier und Dirigieren an die Hochschule für Musik und Theater München, damals in der Villa Stuck untergebracht, wo er sein Studium mit der Auszeichnung des Richard-Strauss-Preises abschloss. Danach setzte er seine Ausbildung bei seinem Großvater Ernst von Dohnányi, Pianist, Komponist und Dirigent, an der Florida State University fort und nahm an einem Dirigierkurs in Tanglewood teil, wo er Leonard Bernstein kennenlernte.
Er schlug Angebote von Bernstein in New York und László Halász in Hollywood aus. Stattdessen kehrte er nach Deutschland zurück und wurde 1953 Assistent von Georg Solti an der Oper Frankfurt. Mit 27 Jahren wurde er am Theater Lübeck zum jüngsten Generalmusikdirektor in Deutschland ernannt. Von 1963 bis 1966 war er GMD des Staatstheaters Kassel. Von 1964 bis 1969 leitete er gleichzeitig das Kölner Rundfunk-Sinfonie-Orchester. Seit 1968 war er Generalmusikdirektor und seit 1972 zusätzlich Direktor der Oper Frankfurt, für die er Ensemblemitglieder wie z. B. Agnes Baltsa, Ileana Cotrubaș, Éva Marton, Julia Varady und Hildegard Behrens gewann, und des Frankfurter Opernhaus- und Museumsorchesters. Von 1977 bis 1984 war von Dohnányi Intendant und Generalmusikdirektor der Hamburgischen Staatsoper und Chefdirigent des Philharmonischen Staatsorchesters Hamburg. Von Hamburg aus begann seine internationale Karriere als Dirigent.
Von 1982 bis 1984 war von Dohnányi Music Director Designate des Cleveland Orchestra und wurde dessen sechster Music Director, eine Position, die er für achtzehn Jahre von 1984 bis 2002 bekleidete. Im September 2002 ernannte ihn das Cleveland Orchestra zu seinem ersten Music Director Laureate. Von 1997 bis 2008 war er außerdem Principal Conductor and Artistic Advisor des Philharmonia Orchestra in London, dessen erster Gastdirigent er seit 1994 war. 2008 wurde er Honorary Conductor for Life des Philharmonia Orchestra. Von 1998 bis 2000 war er zusätzlich Chefdirigent und künstlerischer Berater des Orchestre de Paris.
Von Dohnányi dirigierte über hundert Mal die Wiener Philharmoniker in Konzerten und in der Wiener Staatsoper und regelmäßig die Berliner Philharmoniker. Als Operndirigent leitete Christoph von Dohnányi Inszenierungen des Royal Opera House Covent Garden, der Metropolitan Opera, der San Francisco Opera, der Lyric Opera of Chicago und der Opéra National de Paris.
Im Jahre 2004 kehrte von Dohnányi nach Hamburg zurück und leitete bis 2010 als Chefdirigent das NDR Sinfonieorchester, jetzt NDR Elbphilharmonie Orchester. Seit 2002 gastiert von Dohnányi regelmäßig bei dem New York Philharmonic Orchestra, dem Boston Symphony Orchestra, dem Cleveland Orchestra, dem Philadelphia Orchestra, dem Chicago Symphony Orchestra, dem Los Angeles Philharmonic, Kansas City Symphony, National Symphony Orchestra in Washington D.C. und dem Israel Philharmonic. Regelmäßig ist er in Tanglewood zu Gast, dem Sommerfestival des Boston Symphony Orchestra, wo er auch mit dem Tanglewood Music Center Orchestra, dem Orchester der Studenten, arbeitet. Zudem dirigierte er die Orchester der Julliard School in New York, des New England Conservatory in Boston, des Curtis Institute in Philadelphia, des Cleveland Institute of Music und des Civic Orchestra of Chicago.

## Wirken
Während seiner zwei Jahrzehnte beim Cleveland Orchestra hat von Dohnányi sämtliche Sinfonien von Beethoven, Brahms und Schumann und ausgewählte Werke von Bruckner, Mahler und Richard Strauss mit diesem Orchester aufgenommen. Aus der Zusammenarbeit mit den Wiener Philharmonikern gingen Einspielungen von Bergs Wozzeck, Wagners Der fliegende Holländer, Strauss’ Salome, Schönbergs Erwartung und eine Gesamtaufnahme der Sinfonien Mendelssohns hervor.
Von Dohnányi, der in Frankfurt mit Gerard Mortier, Peter Mario Katona und Klaus Schultz künstlerische Mitstreiter für seine Idee, die Oper und das Musiktheater zu entstauben, fand, liegt auch die Neue Musik am Herzen; so brachte er neben zahlreichen Orchesterwerken u. a. von György Ligeti, Harrison Birtwistle oder John Adams auch Hans Werner Henzes Der junge Lord (1965) und Die Bassariden (1966) sowie Friedrich Cerhas Baal (1981) zur Uraufführung.
Auch als Mentor hat sich von Dohnányi hervorgetan. Alan Gilbert, später Chefdirigent der New Yorker Philharmoniker, war Dohnányis Assistent beim Cleveland Orchestra von 1995 bis 1997. Jens Georg Bachmann, später Chefdirigent und Intendant des Cyprus Symphony Orchestra, war in gleicher Position beim NDR Sinfonieorchester von 2007 bis 2009.
Während seiner Zeit an der Staatsoper Hamburg unterrichtete von Dohnányi auch an der dortigen Hochschule für Musik und Theater; zu seinen dortigen Absolventen gehörte u. a. der deutsche Dirigent Michael Boder.

## Familie
Christoph von Dohnányi war mit der Schauspielerin Renate Zillessen, mit der er zwei Kinder hat, und danach mit der Sängerin Anja Silja, mit der er drei Kinder hat, verheiratet. Er ist in dritter Ehe mit Barbara Koller verheiratet. Dohnányi hat fünf Kinder; sein Sohn aus erster Ehe ist der Schauspieler Justus von Dohnányi (* 1960). Sein Bruder ist der Politiker Klaus von Dohnanyi.

## Auszeichnungen
Dohnányi ist Commandeur de l’Ordre des Arts et des Lettres, Träger des Bartók-Preises (Ungarn), der Goetheplakette der Stadt Frankfurt am Main, des Hamburger Kunst- und Wissenschaftspreises und des Großen Verdienstkreuzes der Bundesrepublik Deutschland und des Großen Silbernen Ehrenzeichen für Verdienste um die Republik Österreich (1992). Außerdem hält er Ehrendoktorwürden der Kent State University, der Case Western Reserve University, Oberlin College, der Eastman School of Music und des Cleveland Institute of Music. 2013 wurde er mit der Ehrendoktorwürde der Royal Academy of Music der London University ausgezeichnet.
- 1951: Richard-Strauss-Preis der Stadt München
- 1978: Mitglied der Freien Akademie der Künste Hamburg
- 1992: „Dirigent des Jahres“ durch Musical America
- 2002: Music Director Laureate des Cleveland Orchestra
- 2008: Honorary Conductor for Life des Philharmonia Orchestra
- 2020: Johannes-Brahms-Medaille der Freien und Hansestadt Hamburg